# Philip Morris International
A Philip Morris International Inc. egy amerikai multinacionális dohányipari vállalat, amelynek termékeit több mint 180 országban értékesítik. A cég legelismertebb és legkelendőbb terméke a Marlboro. A Philip Morris Internationalt gyakran úgy emlegetik, mint a Big Tobacco-t alkotó vállalatok egyikét.